# Corridoio di Laçın
Il corridoio di Laçın (in armeno Լաչինի միջանցք, Lachini mijantsk, in azero: Laçın dəhlizi), è il nome che fu dato ad un'esigua porzione di territorio di nove chilometri di larghezza nel suo punto più stretto che prima della prima guerra del Nagorno Karabakh rappresentava il punto di maggior vicinanza tra l'Armenia e l'enclave armena del Nagorno Karabakh che si trovava interamente in territorio azero. Fino al novembre 2020 tale territorio è stato inglobato interamente nella Repubblica dell'Artsakh.

## Storia
Dopo la presa di Shushi/Shusha (8 maggio 1992) da parte delle milizie armene, il corridoio di Lachin non fu più sotto il tiro dell'artiglieria azera come in precedenza. Il 18 maggio il neonato Esercito di difesa del Nagorno Karabakh entrò a Lachin (ora Berdzor) rompendo per la prima volta l'isolamento del Nagorno Karabakh. Il 20 maggio - attraverso la strada che dall'armena Goris passando per Lachin conduce a Step'anakert - centinaia di tonnellate di aiuti umanitari (cibo, medicine e generi di prima necessità) raggiunsero il Karabakh, stremato dalla guerra. A fine agosto del 2022 le truppe russe che dovevano stazionare nell'area, si sono ritirate nell'Artsakh cedendo l'intero corridoio sotto controllo azero.
A partire dal 12 dicembre 2022, gruppi di azeri, sostenendo di essere "attivisti ambientali", hanno di fatto bloccato il corridoio, impedendo il transito tra Armenia ed Artsakh e viceversa, isolando la regione e costringendo la popolazione dell'Artsakh a rimanere bloccata all'interno dei confini. Questo blocco sta avendo gravi conseguenze umanitarie dal momento che è stato interrotto il passaggio di beni essenziali come cibo, medicine e carburante. La popolazione civile dell'Artsakh è a corto di cibo e servizi essenziali quali scuole e ospedali non riescono più ad operare regolarmente a causa della carenza di risorse. 

### Significato della presa di Lachin
Per gli armeni la presa di Lachin ha assunto un duplice significato: da un lato strategico, aprì una via di collegamento per i rifornimenti (anche militari) alla regione dando nuova linfa alla guerra; da un punto di vista politico, rappresentò il cordone ombelicale che riuniva l'Artsakh alla madre Armenia ed, al contempo, rafforzava la posizione al tavolo delle trattative di pace (programmata conferenza di Minsk).

### Il ruolo di Lachin nelle trattative di pace
Nel corso delle trattative finalizzate al raggiungimento di un accordo definitivo di pace sulla questione del Nagorno Karabakh, il corridoio di Lachin è sempre stato al centro delle discussioni. Nel corso del XV Consiglio dell'OSCE tenutosi a Madrid nel novembre 2007 fu redatto un documento (i cosiddetti "principi di Madrid") il cui secondo punto prevedeva una particolare valutazione per i distretti di Lachin e Kelbajar.
Negli anni successivi tutte le proposte di accordo avanzate dai mediatori internazionali hanno sempre fatto espresso riferimento al mantenimento della sovranità armena su tale porzione di territorio considerata di vitale importanza. All'indomani della seconda guerra del Nagorno Karabakh, terminata con un accordo mediato dalla Russia, il corridoio di Laçın è diventato l'unico collegamento tra l'Armenia e l'Artsakh. Per garantire il trasporto sicuro di persone e merci, sotto l'accordo, le forze di pace russe saranno schierate nel corridoio per un mandato iniziale di 5 anni.